# بيض الشاي
بيض الشاي هو غذاء صيني نموذجي يباع عادة بمثابة وجبة خفيفة ، وهو تكون بيضة مسلوقة مسبقا ثم تغلى مرة أخرى في الشاي، وصلصة / أو التوابل. وتعرف أيضا بأسم بيض الرخام بسبب شقوق في قشرة البيضة التي تشبه خطوط الرخام.تباع عادة من قبل الباعة المتجولين بالاسواق.
على الرغم من أنها نشأت بالصين وترتبط تقليديا بالمطبخ الصيني ، الا انها باختلافات بسيطة موجودة في جميع أنحاء آسيا

## مناطق الإنتشار

### تايوان
في تايوان يعتبر بيض الشاي عنصر أساسيا في البقالة. ويباع بمتوسط 40 مليون بيضة شاي سنويا. في السنوات الأخيرة، قد تشعب المنتجين لبيض الشاي للخروج بنكهات آخرى مثل التوت.

### اندونيسيا
وفي اندونيسيا البيض المسلوق مغلي مع التوابل والملح و صلصة الصويا بدلا من الشاي الأسود ،هو شائع في اندونيسيا، لكنه أكثر انتشارا في جاوة وسومطرة الجنوبية.

### ماليزيا
و في ماليزيا ويوجد حينا فقط في مناسبات مثل حفلات الزفاف.